# Go West (pel·lícula de 1925)
Go West és una pel·lícula muda de western del 1925 dirigida i protagonitzada per Buster Keaton.
Keaton interpreta Friendless, que viatja cap a l'oest per intentar fer fortuna. Un cop allà, prova la lluita contra els broncos, les baralles de bestiar i la ramaderia lletera, i finalment forma un vincle amb una vaca anomenada "Ulls marrons". Finalment es troba liderant un ramat de bestiar a través de Los Angeles.

## Trama
Un vagabund identificat només com "Friendless" (Keaton) ven l'última de les seves possessions, conservant només unes quantes quincalles i una foto de la seva mare. Els diners només li donen per comprar una mica de pa i una salsitxa i després se'n van.
Incapaç de trobar feina a la ciutat, es desplaça en un tren que es dirigeix a Nova York. En arribar, mentre intenta caminar pels carrers concorreguts de la ciutat, és trepitjat per la multitud. Torna a l'estació de tren i agafa un tren que va cap a l'oest cap a Califòrnia. Durant el viatge en tren, mentre intenta seure sobre un munt de barrils, els barrils comencen a rodar, ell dorm dins d'un barril però el barril del tren roda. Aconsegueix trobar feina en una ramaderia tot i no tenir experiència. Mentrestant, una vaca descuidada anomenada Brown Eyes no dona llet i és enviada al camp juntament amb l'altre bestiar destinat al sacrifici.
Mentre Friendless intenta esbrinar com munyir una vaca, li diuen que surti i ajudi els altres treballadors del ranxo a portar el bestiar. Sense tenir èxit en muntar un cavall, cau i veu Brown Eyes. En adonar-se que coixeja, Friendless examina la seva peülla i treu la roca que l'havia fet mal. Brown Eyes segueix a Friendless per tot arreu, salvant-lo d'un atac de toro. En adonar-se que finalment ha trobat un company, Friendless estableix una amistat amb la vaca, donant-li la seva manta a la nit i intentant protegir-la dels gossos salvatges. L'endemà, Brown Eyes segueix Friendless a tot arreu, cosa que disgusta els altres ranxers. Friendless deixa anar accidentalment dos bovins després d'haver estat tancats, però, per suggeriment de broma de les altres mans, els torna a entrar agitant la seva banda vermella.
El propietari del ranxo (Truesdale) i la seva filla (Myers) s'estan preparant per vendre el bestiar a un corral, encara que un altre ramader vol aguantar per un preu més alt. El propietari, que ja no vol esperar, es prepara per enviar tot el ramat. Sense amics, sorprès en saber que Brown Eyes anirà a un escorxador, es nega a deixar-la anar. El propietari del ranxo l'acomiada i li dona el sou. Friendless intenta recuperar la seva amiga amb els seus guanys, però li diuen que no n'hi ha prou. Després de no aconseguir més diners d'un joc de cartes, s'uneix a Brown Eyes al carro de bestiar i intenta trobar una manera d'alliberar-la. El tren és emboscat per l'altre ramader i els seus homes. Friendless i les altres mans del propietari del ranxo aconsegueixen expulsar els atacants, però només Friendless torna al tren mentre els altres persegueixen el ramader.
En arribar a Los Angeles, Friendless allibera Brown Eyes i la porta lluny, utilitzant la seva bandana vermella una vegada més per guiar els altres mil bovins cap al corral. La gent del poble està aterrida pel bestiar mentre algunes de les vaques es separen i comencen a entrar a les botigues, però Friendless aconsegueix tancar-les. Lliga sense amics a Brown Eyes abans de tornar a recuperar l'altre bestiar, deixant amb ella la seva bandana vermella per mantenir-la fresca. Adonant-se del seu error, entra a una botiga de disfresses per trobar alguna cosa vermella per atraure les vaques. Decidint-se per un vestit de diable vermell, surt de la botiga i el bestiar comença a perseguir-lo. La policia intenta detenir-lo, però per error se'ls ruixa amb mànegues dels bombers, que fugen quan veuen venir el bestiar.
El propietari del ranxo, adonant-se de la seva ruïna si no es ven el bestiar, condueix amb la seva filla al corral. El propietari li diu que encara no ha arribat cap bestiar. Derrotat, el propietari del ranxo es prepara per marxar quan veu Friendless conduint el ramat al corral. Emocionat, el propietari del ranxo li diu a Friendless que pot demanar-li la seva casa i tot el que posseeix és seu. Friendless diu que només la vol a "ella", fent un gest darrere d'ell on es troba la filla del propietari del ranxo. El propietari està sorprès i la filla afalagada, però ràpidament s'adonen que es refereix a Brown Eyes. Els tres tornen al ranxo, amb Brown Eyes al costat de Friendless al seient del darrere.

## Repartiment
- Buster Keaton com a Friendless
- Howard Truesdale com a propietari del ranxo
- Kathleen Myers com a filla del propietari del ranxo
- Ray Thompson com a capataz del ranxo
- Brown Eyes com la vaca 'Brown Eyes'
- Roscoe 'Fatty' Arbuckle com a dona als grans magatzems (sense acreditar)
- Joe Keaton com Man in Barber Shop (sense acreditar)
- Gus Leonard com a propietari de la botiga general (sense acreditar)
- Babe London com a dona als grans magatzems (sense acreditar)